# Atopsyche vatucra
Atopsyche vatucra är en nattsländeart som beskrevs av Ross 1953. Atopsyche vatucra ingår i släktet Atopsyche och familjen Hydrobiosidae. Inga underarter finns listade i Catalogue of Life.